# Damani
Damani ili pećinari (Hyracoidea) su mali red placentalnih sisara, koji danas nastanjuje Afriku i jugozapadnu Aziju. Izgledom podsećaju na manje glodare ili zečeve, a nastanjuju različita staništa. Obično su dugačke između 30 and 70 cm (12 and 28 in) dužine i teže između 2 i 5 kg (4 i 11 lb). Red je tokom evolucije bio mnogo većeg biodiverziteta nego u savremeno doba, sa arealom koji je na severu dostizao Španiju, Francusku (rod Pliohyrax) i verovatno Kinu (rod Postschizotherium).
Damani imaju životni vek od 9 do 14 godina. Prepoznato je pet postojećih vrsta: planinski damani (Procavia capensis) i žuto-pegavi kameni damani (Heterohyrax brucei), koji obe žive na izdancima stenovitog terena, uključujući litice u Etiopiji i izolovanim granitnim predelima zvane kopije u južnoj Africi; zapadni šumski damani (Dendrohyrax dorsalis), južni damani (D. arboreus) i istočni šumski damani (D. validus). Njihova rasprostranjenost je ograničena na Afriku, osim P. capensis, koji se takođe nalazi na Bliskom istoku.

## Karakteristike
Damani zadržavaju ili su ponovo razvili brojne karakteristike primitivnih sisara; specifično, imaju slabo razvijenu unutrašnju regulaciju temperature, za šta kompenzuju termoregulacijom ponašanja, kao što je zbijanje u grupe i uživanje na suncu.
Za razliku od većine drugih životinja koje brstu i pasu, oni ne koriste sekutiće na prednjoj strani vilice za odsecanje lišća i trave; nego koriste molarne zube sa strane vilice. Dva gornja sekutića su velika i nalik na kljove i neprestano rastu tokom života, slično kao kod glodara. Četiri donja sekutića su duboko užlebljeni „češljasti zubi”. Između sekutića i obraznih zuba javlja se dijastema. Zubna formula za damane je 1.0.4.32.0.4.3.
Iako nisu preživari, damani imaju složene želuce sa više komora koji omogućavaju simbiotičkim bakterijama da razgrađuju čvrste biljne materijale, ali njihova ukupna sposobnost varenja vlakana je niža od sposobnosti kopitara. Njihovi mandibularni pokreti su slični preživanju, mada damani fizički nisu sposobni za regurgitaciju kao kod kopitara i nekih makropoda. Ovakvo ponašanje se pominje u odlomku u Bibliji koji opisuje damane kako „žvaću preživak“. Ovo ponašanje žvakanja može biti oblik agonističkog ponašanja kada se životinja oseća ugroženo.
Damani ne gradi jazbine, kao većina glodara i sisara sličnih glodarima, već tokom svog života radije traži sklonište u postojećim rupama velike raznolikosti po veličini i konfiguraciji.
Damani naseljavaju stenoviti teren širom podsaharske Afrike i Bliskog istoka. Njihova stopala imaju gumaste jastučiće sa brojnim znojnim žlezdama, koje mogu pomoći životinji da zadrži stisak kada se brzo kreće uz strme, kamenite površine. Damani imaju patuljaste prste sa noktima nalik na kopita; četiri prsta su na svakoj prednjoj nozi i tri na svakoj zadnjoj nozi. Takođe imaju efikasne bubrege koji zadržavaju vodu kako bi bolje preživeli u sušnim sredinama.
Ženke damana rađaju do četiri mladunaca nakon perioda trudnoće od 7-8 meseci, u zavisnosti od vrste. Mladunci se odbijaju u dobi od 1-5 meseci, a polnu zrelost dostižu sa 16-17 meseci.
Damani žive u malim porodičnim grupama, sa jednim mužjakom koji agresivno brani teritoriju od rivala. Tamo gde je životnog prostora u izobilju, mužjak može imati pristup do više grupa ženki, od kojih svaka ima svoj raspon. Preostali mužjaci žive usamljeno, često na periferiji područja koje kontrolišu veći mužjaci, i pare se samo sa mlađim ženkama.
Damani imaju visoko naelektrisan mioglobin, za koji se pretpostavlja da odražava njihovo vodeno poreklo.

### Sličnosti sa Proboscidea i Sirenia
Damani dele nekoliko neobičnih karakteristika sa sisarskim redovima Proboscidea (slonovi i njihovi izumrli srodnici) i Sirenia (lamantine i dugonzi), što je dovelo do toga da su svi stavljeni u takson Paenungulata. Mužjaci hiraksa nemaju skrotum i njihovi testisi ostaju uvučeni u trbušnu duplju pored bubrega, kao i kod slonova, morskih krava i dugonga. Ženke damana imaju par dojki u blizini pazuha (aksile), kao i četiri dojke u preponama (ingvinalno područje); slonovi imaju par dojki u blizini pazuha, a dugong i morske krave imaju par dojki, po jednu blizu svakog od prednjih peraja. Kljove damana se razvijaju iz sekutića kao i kljove slonova; većina kljova sisara se razvija iz očnjaka. Damani, poput slonova, imaju spljoštene nokte na vrhovima prstiju, a ne zakrivljene, izdužene kandže koje se obično viđaju kod sisara.

## Evolucija
Svi savremeni damani su članovi porodice Procaviidae (jedina živa porodica u okviru Hyracoidea) i nalaze se samo u Africi i na Bliskom istoku. U prošlosti su, međutim, damani bili raznovrsniji i rasprostranjeniji. Red se prvi put pojavljuje u fosilnom zapisu na lokalitetu na Bliskom istoku u obliku Dimaitherium, pre 37 miliona godina. Tokom miliona godina, damani, proboscidi i drugi afroterijski sisari bili su primarni kopneni biljojedi u Africi, baš kao što su kopitari bili u Severnoj Americi.
Od srednjeg do kasnog eocena postojale su mnoge različite vrste. Najmanji od njih bili su veličine miša, ali su drugi bili mnogo veći od bilo kog postojećeg rođaka. Titanohyrax je mogao da dostigne 600 kg (1.300 lb) ili čak preko 1.300 kg (2.900 lb). Megalohyrax iz gornjeg eocena-donjeg oligocena bio je ogroman kao tapir. Tokom miocena, međutim, konkurencija novorazvijenih bovida, koji su bili veoma efikasni u pogledu ispaše i brstenja, izmestila je domane u marginalne niše. Ipak, red je ostao široko rasprostranjen i raznolik sve do kraja pliocena (pre oko dva miliona godina) sa predstavnicima širom Afrike, Evrope i Azije.
Potomci džinovskih „hyracoids“ (zajedničkih predaka damana, slonova i sirena) evoluirali su na različite načine. Neki su postali manji i evoluirali da postanu moderna porodica damana. Smatra se da su drugi otišli u vodu (možda poput moderne kapibare), što je na kraju dovelo do sirena. DNK dokazi podržavaju ovu hipotezu, a mali moderni damani dele brojne karakteristike sa slonovima, kao što su nokti na nogama, odličan sluh, osetljivi jastučići na nogama, male kljove, dobro pamćenje, bolje funkcije mozga u poređenju sa drugim sličnim sisarima i oblik nekih njihovih kostiju.
Damani se ponekad opisuju kao najbliži živi srodnici slona, iako je sporno da li je to tako. Nedavne morfološke i molekularne klasifikacije otkrivaju da su sireni najbliži živi rođaci slonova. Dok su damani blisko povezani, oni čine taksonomsku spoljašnju grupu slonova, sirena i izumrlih redova Embrithopoda i Desmostylia.
Izumrla porodica meridiungulata Archaeohyracidae, koja se sastoji od sedam rodova Notoungulata sisara koji su poznati od paleocena do oligocena Južne Amerike, je grupa koja nije povezana sa pravim damanima.

## Filogenija
Damani su se izdvojili kao grupa pre više od 50 miliona godina (tokom ranog Eocena), i tokom dugog vremenskog perioda su bili najbrojniji sisari herbivori u Africi. Najveće vrste su bile veličine konja, a najmanje veličine miša. Tokom Miocena dešava se radijacija šupljorogih goveda (Bovidae) i damani kompetitivno bivaju isključeni, oterani u prethodno marginalne ekološke niše. I pored toga, red ostaje bogat vrstama i široko rasprostranjen u Africi, Aziji i Evropi sve do kraja Pliocena.
Analize filogenetskog srodstva damana sa ostalim rodovima sisara daju dvojake rezultate. Prema jednom evolucionom scenariju, damani su najsrodniji surlašima (mamutima i slonovima), sa kojima dele pojedine karakteristike: postojanje noktiju, dobro razvijeno čulo sluha, kao i male kljove. Prema drugom scenariju, damani su sestrinska grupa kladi koja obuhvata redove surlaša, sirena i izumrlih Embrithopoda i . Celokupna ova grupa nazvana je Subungulata.

## Klasifikacija
Red damana obuhvata pet familija, sa oko 30 rodova.
red 
familija 
rod † 
rod † 
rod † 
rod † 
rod † 
rod † 
rod † 
familija 
rod † 
rod † 
rod † 
rod † 
rod † 
rod † 
rod † 
rod † 
familija 
rod 
rod † 
rod 
rod 
familija 
rod † 
rod † 
rod † 
rod † 
rod † 
rod † 
rod † 
familija 
rod † 
rod † 
rod † 

### Postojeće vrste
Tokom 2000-ih, taksonomisti su smanjili broj priznatih vrsta damana. Godine 1995, oni su prepoznavali 11 ili više vrsta, ali od 2013. godine priznate su samo četiri, dok su sve ostale smatrane podvrstama jedne od četiri priznate vrste. Opisano je preko 50 podvrsta i vrsta, od kojih se mnoge smatraju visoko ugroženim. Najskorije identifikovana vrsta je Dendrohyrax interfluvialis, koja je stablo damana koji živi između reka Volta i Niger, ali ispušta jedinstveni lajajući zov koji se razlikuje od vrištećih vokalizacija damana koji naseljavaju druge regione afričke šumske zone.
Sledeći kladogram pokazuje odnos između postojećih rodova:
|  | \| \| Southern tree hyrax, D. arboreus arboreus \| \| \| \| \| \| Eastern tree hyrax, D. arboreus validus[6] \| \| \| \| |
|  | |
|  | Western tree hyrax, D. dorsalis                                                                                          |
|  | |
|  | Benin tree hyrax, D. interfluvialis                                                                                      |
|  | |
|  | Southern tree hyrax, D. arboreus arboreus                                                                                |
|  | |
|  | Eastern tree hyrax, D. arboreus validus                                                                                  |
|  | |

|  | Southern tree hyrax, D. arboreus arboreus |
|  |                                           |
|  | Eastern tree hyrax, D. arboreus validus   |
|  |                                           |

| Heterohyrax | Yellow-spotted rock hyrax, H. brucei |
| (rod)       | Yellow-spotted rock hyrax, H. brucei |
| Procavia    | Rock hyrax, P. capensis              |
| (rod)       | Rock hyrax, P. capensis              |

|  | \| \| Southern tree hyrax, D. arboreus arboreus \| \| \| \| \| \| Eastern tree hyrax, D. arboreus validus[6] \| \| \| \| |
|  | |
|  | Western tree hyrax, D. dorsalis                                                                                          |
|  | |
|  | Benin tree hyrax, D. interfluvialis                                                                                      |
|  | |
|  | Southern tree hyrax, D. arboreus arboreus                                                                                |
|  | |
|  | Eastern tree hyrax, D. arboreus validus                                                                                  |
|  | |

|  | Southern tree hyrax, D. arboreus arboreus |
|  |                                           |
|  | Eastern tree hyrax, D. arboreus validus   |
|  |                                           |

| Heterohyrax | Yellow-spotted rock hyrax, H. brucei |
| (rod)       | Yellow-spotted rock hyrax, H. brucei |
| Procavia    | Rock hyrax, P. capensis              |
| (rod)       | Rock hyrax, P. capensis              |

|  | \| \| Southern tree hyrax, D. arboreus arboreus \| \| \| \| \| \| Eastern tree hyrax, D. arboreus validus[6] \| \| \| \| |
|  | |
|  | Western tree hyrax, D. dorsalis                                                                                          |
|  | |
|  | Benin tree hyrax, D. interfluvialis                                                                                      |
|  | |
|  | Southern tree hyrax, D. arboreus arboreus                                                                                |
|  | |
|  | Eastern tree hyrax, D. arboreus validus                                                                                  |
|  | |

|  | Southern tree hyrax, D. arboreus arboreus |
|  |                                           |
|  | Eastern tree hyrax, D. arboreus validus   |
|  |                                           |

| Heterohyrax | Yellow-spotted rock hyrax, H. brucei |
| (rod)       | Yellow-spotted rock hyrax, H. brucei |
| Procavia    | Rock hyrax, P. capensis              |
| (rod)       | Rock hyrax, P. capensis              |

|  | \| \| Southern tree hyrax, D. arboreus arboreus \| \| \| \| \| \| Eastern tree hyrax, D. arboreus validus[6] \| \| \| \| |
|  | |
|  | Western tree hyrax, D. dorsalis                                                                                          |
|  | |
|  | Benin tree hyrax, D. interfluvialis                                                                                      |
|  | |
|  | Southern tree hyrax, D. arboreus arboreus                                                                                |
|  | |
|  | Eastern tree hyrax, D. arboreus validus                                                                                  |
|  | |

|  | Southern tree hyrax, D. arboreus arboreus |
|  |                                           |
|  | Eastern tree hyrax, D. arboreus validus   |
|  |                                           |

| Heterohyrax | Yellow-spotted rock hyrax, H. brucei |
| (rod)       | Yellow-spotted rock hyrax, H. brucei |
| Procavia    | Rock hyrax, P. capensis              |
| (rod)       | Rock hyrax, P. capensis              |